# Кавасима, Рэйдзи
Рэйдзи Кавасима (яп. 川島零士 Кавасима Рэйдзи, род. 30 ноября 1995, Нагоя) — японский сэйю.

## Биография
Рэйдзи Кавасима родился 30 ноября 1995 года в городе Нагоя. Выбор профессии сэйю был сделан Рэйдзи под влиянием компьютерной игры Final Fantasy X. После окончания Нагойской школы музыки и танцев Кавасима подписал контракт с агентством Air Agency как начинающий сэйю.
Первоначально Рэйдзи исполнял эпизодические роли в различных аниме, но 13 июля 2020 года было объявлено о выборе Кавасимы на роль Бессмертного в адаптацию манги To Your Eternity. В октябре 2021 года Кавасима сменил агентство на Aoni Production. 5 марта 2022 года Кавасима получил премию Seiyu Awards в номинации «лучшему начинающему актёру».

## Фильмография

### Аниме-сериалы
2019
- Ensemble Stars! — школьник

2020
- Bofuri[англ.] — эпизоды
- Dokyu Hentai HxEros — мальчик
- Ikebukuro West Gate Park[англ.] — Разрушитель Тодабаси Z2

2021
- The Fruit of Evolution[англ.] — Джейд Рэйвен
- Shadows House[англ.] — Рики
- To Your Eternity — Бессмертный

2022
- Digimon Ghost Game[англ.] — Юто Таканаси
- Police in a Pod — полицейский